# عبد العزيز حمدي
عبد العزيز حمدي هو ممثل مصري بدأ مسيرته الفنية سنة 1943. ومثل في أكثر من 22 فيلم. توفي سنة 1966.

## الأعمال
- 1964: المراهقان
- 1963: عريس لأختي
- 1960: شهر عسل .. بصل
- 1959: عاشت للحب
- 1958: بنت 17
- 1957: الملاك الصغير
- 1956: معجزة السماء
- 1955: نهارك سعيد
- 1954: حدث ذات ليلة
- 1954: رسالة غرام
- 1953: كلمة الحق
- 1951: البنات شربات
- 1943: ظلموني الناس
- الجيل الجديد
- ماجدة